# Condado de Calumet
El condado de Calumet (en inglés: Calumet County, Wisconsin), fundado en 1836, es uno de 72 condados del estado estadounidense de Wisconsin. En el año 2000, el condado tenía una población de 40.631 habitantes y una densidad poblacional de personas por km². La sede del condado es Chilton.

## Geografía
Según la Oficina del Censo, el condado tiene un área total de 1028 km² (396,9 mi²), de la cual 828 km² (319,7 mi²) es tierra y 200 km² (77,2 mi²) es agua.

### Condados adyacentes
- Condado de Brown noreste
- Condado de Manitowoc este
- Condado de Sheboygan sureste
- Condado de Fond du Lac suroeste
- Condado de Winnebago oeste
- Condado de Outagamie noroeste

## Demografía
| 1900   | 1910   | 1920   | 1930   | 1940   | 1950   | 1960   | 1970   | 1980   | 1990   | 2000   |
| ------ | ------ | ------ | ------ | ------ | ------ | ------ | ------ | ------ | ------ | ------ |
| 17.078 | 16.701 | 17.228 | 16.848 | 17.618 | 18.840 | 22.268 | 27.604 | 30.867 | 34.291 | 40.631 |

## Localidades

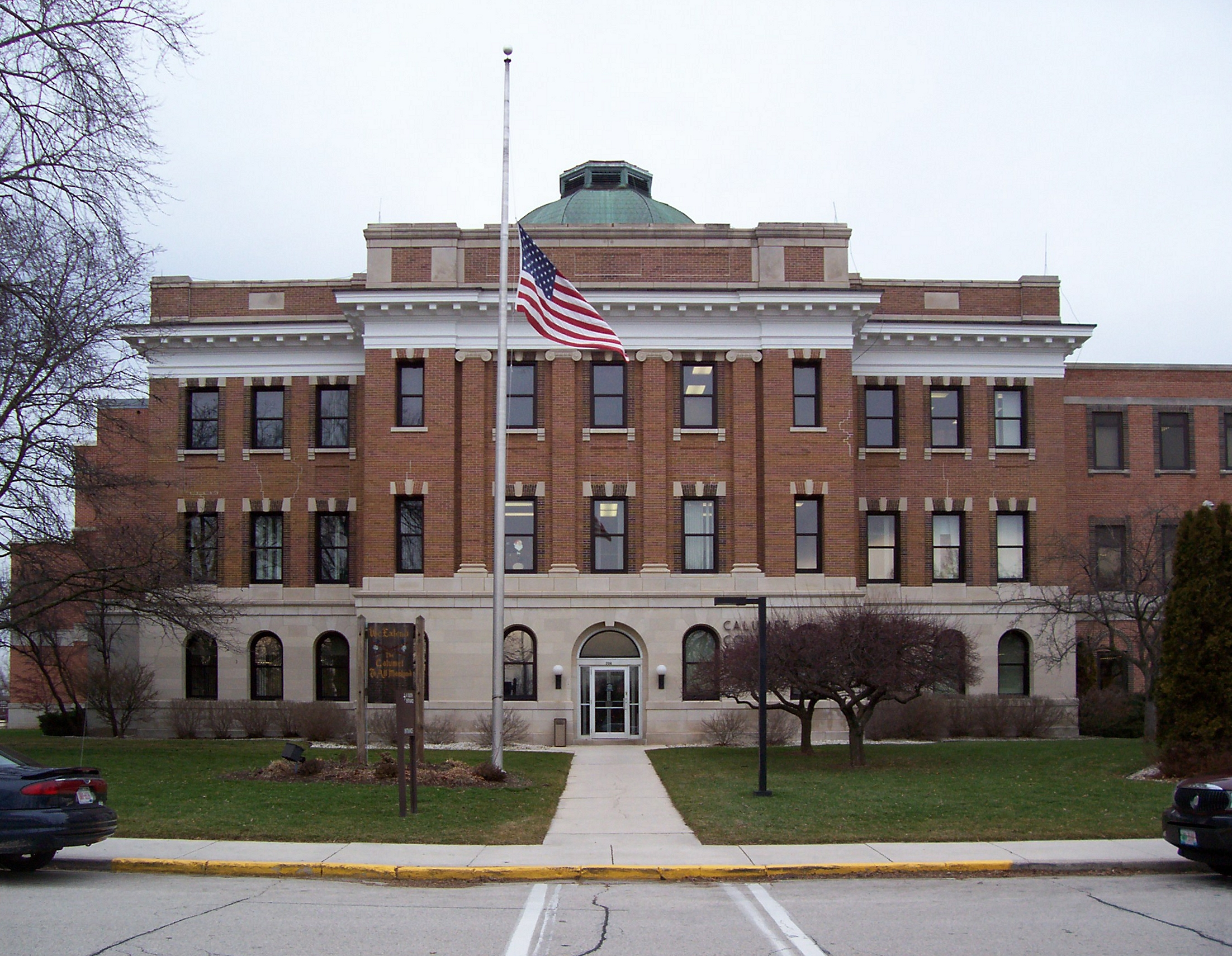
El palacio de justicia del condado de Calumet, en Chilton, Wisconsin. El palacio de justicia es la lista del Registro Nacional de Lugares Históricos.

### Ciudades
- Appleton (parcial)
- Brillion
- Chilton
- Kiel (parcial)
- Menasha (parcial)
- New Holstein

### Villas
- Hilbert
- Potter
- Sherwood
- Stockbridge

### Pueblos
| - Brillion - Brothertown - Charlestown | - Chilton - Harrison - New Holstein | - Rantoul - Stockbridge - Woodville |

### Áreas no incorporadas
| - Brant - Brothertown - Calumetville | - Charlesburg - Darboy - Dundas | - Forest Junction - Hayton - Jericho | - Kloten - St. Anna - St. John |

### Principales carreteras
- U.S. Highway 10
- U.S. Highway 151
- Carretera 32
- Carretera 55
- Carretera 57
- Carretera 114
- Carretera 441

## Recreación

### Lago Winnebago
El límite oeste de la provincia se encuentra casi en su totalidad en el Lago Winnebago. Los navegantes usan el lago para la navegación deportiva y la pesca en el verano. El lago es el sitio de pesca en el hielo en el invierno, y el Departamento de Recursos Naturales de Wisconsin.